# Batterij van Crasville
De batterij van Crasville was een kustbatterij in Normandië tijdens de Tweede Wereldoorlog. Gebouwd door Organisation Todt, nabij het Franse dorp Crasville, maakte de batterij onderdeel uit van de door Duitsland aangelegde Atlantikwall. 
De batterij van Crasville omvatte vier Franse 105 mm kanonnen en kazematten. Daarnaast was er luchtafweergeschut aanwezig. De kanonnen hadden echter geen al te grote dracht en konden Utah Beach niet bereiken. Daardoor vormden ze tijdens de geallieerde landing in Normandië geen dreiging voor de Amerikaanse troepen.